# Хадарцев Аслан Хазбійович
Аслан Хазбійович Хадарцев (рос. Аслан Хазбиевич Хадарцев; нар. 4 квітня 1961, село Суадаг, Алагирський район, Північно-Осетинська АРСР, РРФСР, СРСР — 7 травня 1990, поблизу селища Хаталдон (Північна Осетія)) — радянський борець вільного стилю, триразовий чемпіон та бронзовий призер чемпіонатів світу, дворазовий чемпіон та срібний призер чемпіонатів Європи, володар Кубку світу, переможець міжнародного чемпіонату «Дружба-84». Заслужений майстер спорту СРСР з вільної боротьби. Заслужений тренер СРСР. 

## Життєпис
Боротьбою почав займатися з 1977 року. Перший тренер — заслужений майстер спорту, заслужений тренер СРСР М. Г. Бекмурзов. У 1981 році став чемпіоном світу серед юніорів.
Виступав за спортивні товариства «Буревісник» Ташкент та «Динамо» Ташкент. Тренери — заслуженный тренер СРСР К. М. Дедегкаєв, заслужений тренер РРФСР Ю. М. Кішієв. Чемпіон СРСР (1983, 1986 — до 100 кг; 1987 — до 130 кг). Срібний призер чемпіонатів СРСР (1981, 1982, 1985 — до 100 кг; 1989 — до 130 кг).
Виступав за збірну Радянського Союзу. У її складі тричі вигравав чемпіонат світу та двічі чемпіонат Європи. На Олімпійські ігри потрапити не довелося. У 1984 році чинний чемпіон світу Аслан Хадарцев був змушений пропустити літні Олімпійські ігри в Лос-Анжелесі (США) через їхній бойкот з боку СРСР. Замість Олімпіади СРСР та його сателіти з країн соціалістичного табору провели міжнародний чемпіонат «Дружба-84», на якому Аслан Хадарцев став переможцем.
Паралельно з активними виступами на борцівському килимі займався тренерською діяльністю. Тренував свого молодшого брата Махакбека — п'ятиразового чемпіона, дворазового срібного та бронзового призера чемпіонатів світу, п'ятиразового чемпіона Європи, триразового володаря та срібного призера Кубків світу, дворазового чемпіона та срібного призера Олімпійських ігор. У 1986 році брати Хадарцеви виступили на Іграх доброї волі в різних вагових категоріях і обидва стали чемпіонами.
Закінчив Ташкентський автодорожній інститут. Мешкав у місті Орджонікідзе (нині — Владикавказ).
У 1990 році Аслан Хадарцев загинув в автокатастрофі поблизу селища Хаталдон (Північна Осетія) у віці 29 років. Вранці він їхав на своїх «Жигулях» з Орджонікідзе в аеропорт і на повній швидкості врізався в КамАЗ. Удар був такої сили, що тіло атлета довелося збирати буквально по шматочках. Швидше за все він задрімав і не встиг зреагувати, коли машину винесло на зустрічну смугу.

## Державні нагороди та визнання
Нагороджений орденом «Знак Пошани» (1984).
У 2016 році у Владикавказі була відкрита Академія боротьби імені Аслана Хадарцева. Засновником академії є його брат Махарбек.

## Спортивні результати на міжнародних змаганнях

### Виступи на Чемпіонатах світу
| Змагання                        | Збірна | Вагова категорія           | Місце  |
| ------------------------------- | ------ | -------------------------- | ------ |
| Чемпіонат світу з боротьби 1983 | СРСР   | вільна боротьба, до 100 кг | Золото |
| Чемпіонат світу з боротьби 1986 | СРСР   | вільна боротьба, до 100 кг | Золото |
| Чемпіонат світу з боротьби 1987 | СРСР   | вільна боротьба, до 130 кг | Золото |
| Чемпіонат світу з боротьби 1989 | СРСР   | вільна боротьба, до 130 кг | Бронза |

### Виступи на Чемпіонатах Європи
| Змагання                         | Збірна | Вагова категорія           | Місце  |
| -------------------------------- | ------ | -------------------------- | ------ |
| Чемпіонат Європи з боротьби 1986 | СРСР   | вільна боротьба, до 100 кг | Срібло |
| Чемпіонат Європи з боротьби 1988 | СРСР   | вільна боротьба, до 130 кг | Золото |
| Чемпіонат Європи з боротьби 1989 | СРСР   | вільна боротьба, до 130 кг | Золото |

### Виступи на Кубках світу
| Змагання                    | Збірна | Вагова категорія           | Місце  |
| --------------------------- | ------ | -------------------------- | ------ |
| Кубок світу з боротьби 1984 | СРСР   | вільна боротьба, до 100 кг | Золото |

### Виступи на інших змаганнях
| Змагання                             | Збірна | Вагова категорія           | Місце  |
| ------------------------------------ | ------ | -------------------------- | ------ |
| Суперчемпіонат світу з боротьби 1985 | СРСР   | вільна боротьба, до 100 кг | Золото |
| Гран-прі Німеччини з боротьби 1988   | СРСР   | вільна боротьба, до 130 кг | Золото |

### Виступи на змаганнях молодших вікових груп
| Змагання                                      | Збірна | Вагова категорія           | Місце  |
| --------------------------------------------- | ------ | -------------------------- | ------ |
| Чемпіонат світу з боротьби серед юніорів 1981 | СРСР   | вільна боротьба, до 100 кг | Золото |